# Cidariophanes edaxaria
Cidariophanes edaxaria är en fjärilsart som beskrevs av Paul Dognin 1892. Cidariophanes edaxaria ingår i släktet Cidariophanes och familjen mätare. Inga underarter finns listade i Catalogue of Life.